# Anton Matthäus IV.
Anton Matthäus der Vierte (* 1672 in Utrecht; † 26. September 1719) war ein niederländischer Rechtswissenschaftler.

## Leben
Anton Matthäus entstammte einer Juristenfamilie, sein Vater hieß ebenfalls Anton. Anton Matthäus der Vierte studierte an der Universität Utrecht Jura, einer seiner Lehrer dort war sein Vater. 1702 übertrug man ihm in Deventer am dortigen Atheneum eine Professur der Rechtswissenschaften. Darüber hinaus sorgte er für den Neubau einer Kirche in Diepenven. Es wird berichtet, dass er über ein gutes Gedächtnis verfügte und viele Gesetze wortgenau auswendig kannte. Er ehelichte Judina van Hurck und starb am 26. September 1719, ohne ein Werk veröffentlicht zu haben. Judina heiratete ein zweites Mal, und zwar Dionysius Roëll. Nachdem auch dieser gestorben war, ließ sie für ihre beiden verstorbenen Männer ein Denkmal in der Bergkirche zu Deventer errichten.
Anton Matthäus’ gleichnamiger Sohn, der fünfte Anton der Familie, starb bereits im Kindesalter und somit erlosch die männliche Seite der Familie Matthäus.